# اتحاد نقابات العمال السوداني
اتحاد نقابات العمال السوداني (SWTUF) هو المركز النقابي الوطني الوحيد في السودان.
الاتحاد الحالي هو اتحاد نقابي ترعاه الحكومة، وأعيد تنظيمه في عام 1992 من الاتحاد الأصلي الذي تم حله، إلى جانب جميع النقابات الأخرى، من قبل عمر البشير عندما تولى السلطة في عام 1989، وكان تاج السر عبدون أول رئيس للاتحاد لدورتيين متتاليتين، من 1992 إلى 2001.
وبحسب تقارير المركز الدولي لحقوق النقابات العمالية، فإن قادة الاتحادات النقابية المنحلة قد سُمح لهم بالاحتفاظ بحريتهم الشخصية (وهو امتياز لا يمنح لجميع النقابيين السودانيين) ولكن تم تقييدهم من مواصلة النشاط.